# Regno di Anziku
Il regno di Anziku, detto anche Regno di Teke, Regno di Tyo o Regno di Tio, fu uno stato dell'Africa centro-occidentale pre-coloniale risedente nella Repubblica del Congo, a est dell'attuale Gabon.

## Origini
Il termine Anziku proviene dalla frase KiKongo "Anziku Nziku" ovvero "correre", in riferimento agli abitanti che lasciano l'entroterra per proteggere i confini del regno. Il termine fu applicato soprattutto ai Bateke, motivo per cui lo stato è certe volte chiamato Regno di Teke o Tiyo. Tra gli altri gruppi all'interno del regno di Anziku troviamo i Bampunu e i Banzabi.
Nei primi anni del XVII secolo, gli Anziku controllavano le miniere di rame che si trovavano al confine nordest del Regno del Congo, forse come zona cuscinetto. Quando le tribù degli Anziku consolidarono la loro unità, formando così un regno indipendente, il regno di Kongo iniziò a prendere il controllo di quelle miniere personalmente, processo che sarebbe terminato negli anni '20 del 1600, non prima di una lotta per il controllo della regione tra i due stati che perdurò durante il XVII secolo.

## Geografia
Il regno era centrato nel fiume Congo intorno alla palude di Malebo, ed controllava anche le terre direttamente a nord di quelli che per i contemporanei sono noti come i regni del Kongo e Loango. I BaTeke, che dominavano il regno, vivevano sulle pianure nella regione fin da tempi antichi. Nel 1600, il regno di Anziku controllava il fiume Congo, e si estendevano a nordest del bacino superiore del fiume Kouilou-Niari.

## Governo
Il regno era governato da un re, ovvero makoko di Mbé, il che portava a volte lo stato ad essere nominato "Gran Makoko" sulle mappe europee. La capitale era Monsol. Secondo i registri di alcuni visitatori, il makoko era sovrano di almeno 13 re vassalli.

## Economia
Il regno di Anziku fabbricava e vendeva prodotti fatti in foglie, che valeva anche come valuta in tutta la regione. La loro posizione vicino all'entroterra africano rese loro accessibile anche l'avorio. Insieme a questi prodotti, gli Anziku vendevano anche schiavi, che portarono sulla costa in cambio di sale, seta, lino e vetro. L'area abbondava anche in metalli, in particolare il rame, il che, come detto prima, portava conflitti con il suo vicino del sud, appunto il regno del Kongo.

## Costumi
Vari gruppi Anziku come i BaTeke praticavano la cicatrizzazione facciale, ed erano anche noti per indossare vestiti e acconciature elaborate, persino trecce con ornamenti. Gli abitanti di basso ceto di entrambi i sessi di solito erano a petto nudo, mentre quelli di ceto più alto erano coperti "da testa ai piedi", secondo le fonti degli europei. I nobili, in particolare, indossavano abiti in seta importata dalle coste.

## Guerra
Gli Anziku avrebbero iniziato come una casta militare proteggendo il confine dai BaKongo. Noti come guerrieri eccellenti in abilità e coraggio, erano specializzati nel tiro con l'arco, anche grazie a delle frecce avvelenate. Nel caso di un combattimento ravvicinato, usavano asce da guerra, mentre non si fa alcuna menzione di scudi come per molti altri popoli nella regione, con l'eccezione del Congo.

## Colonizzazione
Il regno di Anziku sarebbe vissuto bene anche nel XVIII secolo, cosa non poco sorprendente dato il suo relativo isolamento dalle potenze costiere. I francesi, dai quali deriva la maggior parte delle fonti Anziku, convinsero il regno di Anziku a divenire un loro vassallo in cambio di protezione. Nel 1880, l'ultimo re Makoko Anziku indipendente firmò un trattato di vassallaggio con l'ufficiale navale francese Pierre Savorgnan de Brazza. Come conseguenza, il regno continuò ad esistere sotto la protezione dei francesi, producendo una dinastia di re che continua tutt'ora.

## Fatti controversi
Certe volte, le opere degli autori europei descrivevano gli Anziku, forse falsamente, come cannibali, e si diceva che i loro mercati erano interamente dedicati alla vendita di carne umana da usare come bene di consumo. Ne è un esempio L'illustrazione nella casa di Howard Phillips Lovecraft.

## Riferimenti letterari
- Volavkova, Zdenka. "Crown and Ritual: The Royal Insignia of Ngoyo". University of Toronto Publishing. 1998
- Malte-Brun, Conrad. "Universal Geography: Or, A Description of the World, on a New Plan, According to the Great Natural Divisions of the World". J. Laval, 1829.
- Jan Vansina, The Tio Kingdom of the Middle Congo, 1880-1892., London, Oxford University Press for the International African Institute, 1973, ISBN 978-0-19-724189-9.